# Ines (Soria)
Ines es una localidad de la provincia de Soria,  Comunidad Autónoma de Castilla y León, España, que pertenece al municipio de San Esteban de Gormaz.
Desde el punto de vista jerárquico de la Iglesia católica forma parte de la diócesis de Osma la cual, a su vez, pertenece a la archidiócesis de Burgos.
La pronunciación es con acento en la I (Í-nes) ya que etimológicamente viene de Hines/Fines. Es error común pronunciarlo como el nombre femenino Inés, incluso se ve así en algunos libros y webs de la misma provincia de Soria

## Geografía
Villa situada en el extremo occidental de la provincia y dista unos 80 km de Soria y 180 de Madrid. Limita al norte con Olmillos, al este con Navapalos, al sureste con Fresno de Caracena, al sur con Quintanas Rubias de Abajo y al oeste con Atauta.

## Historia
Pese a estar bastante lejos de la Villa, perteneció al Alfoz de Caracena. En el censo de 1789, ordenado por el Conde de Floridablanca, figuraba como villa eximida en la Intendencia de Soria, con jurisdicción de señorío y bajo la autoridad de Alcalde Ordinario nombrado por el Duque de Uceda. Contaba con 301 habitantes.
A la caída del Antiguo Régimen la localidad se constituye en municipio constitucional en la región de Castilla la Vieja que en el censo de 1842 contaba con 58 hogares y 531 vecinos.
A finales del siglo XX este municipio desaparece porque se integra en el municipio de San Esteban de Gormaz, contaba entonces con 65 hogares y 228 habitantes.

## Geografía humana

### Demografía
| Gráfica de evolución demográfica de Inés entre 1842 y 1960 |
| |
| Población de derecho según los censos de población del INE Población de hecho según los censos de población del INEEntre el censo de 1970 y el anterior, este municipio desaparece porque se integra en el municipio 42162 (San Esteban de Gormaz) |

En el año 1981 contaba con 84 habitantes, concentrados en el núcleo principal, pasando a 33 en 2010, 13 varones y 20 mujeres.
| Gráfica de evolución demográfica de Ines (Soria) entre 2000 y 2010                               |
|                                                                                                  |
| Población de derecho (2000-2010) según los censos de población del INE a 1 de enero de cada año. |

## Patrimonio
Iglesia parroquial católica de Nuestra Señora de la Asunción, quemada por un rayo en junio de 1974, con el mobiliario y pendones que se hallaban en su interior; aún sigue sin restaurar.
Hay restos de un palacio con un torreón, propiedad que fue de los duques de Frías que por estos pagos señoreaban como Marqueses de Berlanga.